# 諾斯菲爾德 (伊利諾伊州)
諾斯菲爾德（英語：Northfield）是位於美國伊利諾伊州庫克縣的一個村落。

## 地理
諾斯菲爾德的座標為42°06′00″N 87°46′00″W / 42.10000°N 87.76667°W，而該地最高點為海拔高度193米（即633英尺）。

## 人口
根據2010年美國人口普查的數據，諾斯菲爾德的面積為8.34平方千米，當中陸地面積為8.34平方千米，而水域面積為0.00平方千米。當地共有人口5420人，而人口密度為每平方千米649人。